# ルネ・ド・ブルボン
ルネ・ド・ブルボン（フランス語：Renée de Bourbon, 1494年 - 1539年5月26日）は、ロレーヌ公アントワーヌの妃。モンパンシエ伯ジルベールとキアラ・ゴンザーガの娘である。

## 生涯
ルネは親族のフランス王女らとともに育てられた。1515年6月26日、アンボワーズにてロレーヌ公アントワーヌと結婚した。この結婚はフランス王フランソワ1世によって決められた。フランソワ1世はアントワーヌにルイ12世の未亡人メアリー・テューダーとの結婚を約束していたが、メアリーがチャールズ・ブランドンと結婚したため、フランソワ1世は代わりにルネをアントワーヌの結婚相手に選んだ。
ルネのナンシー入りについては、年代記に記録されている。ルネは1516年5月の初めにバル＝ル＝デュックからナンシーに到着した。最初にルネは町に入る手前のラクーと呼ばれる村に滞在した。6時間ピクニックを楽しんだ後、ナンシーの門に到着し、そこで城壁の大砲の音とともに台の上で歌う合唱隊に出迎えられた 。
公妃となったルネはロレーヌにおいて政治的影響力はなかったと伝えられている。しかし、ルネは洗練されたイタリア的センスを持っていたことで知られ、ロレーヌに「マントヴァ宮廷の優雅さと上品さ」をもたらしたといわれている。アントワーヌの時代以降にナンシーで起こった芸術の開花は、ルネの影響によるものである。
1538年8月、ルネはハンガリー王妃マリア・フォン・エスターライヒと会うためにコンピエーニュに向かうよう命じられた。1539年3月、胃に不具合を起こした夫アントワーヌに会うためヌフシャトーに向かい、夫とともにナンシーに帰還した。ルネは1539年5月26日に赤痢のためナンシーで死去した。

## 子女
- フランソワ1世（1517年 - 1545年） - ロレーヌ公（1544年 - 1545年）
- アンヌ（1522年 - 1568年） - オラニエ公ルネ・ド・シャロンと結婚、アールスコート公フィリップ2世・ド・クロイと結婚。ヘンリー8世の花嫁候補としてハンス・ホルバインが訪問した。
- ニコラ（1524年 - 1577年） - メルクール公、ヴォーデモン伯
- ジャン（1526年 - 1532年）
- アントワーヌ（1528年） - 早世
- エリザベート（1530年） - 早世